# Янь Вэньгуй

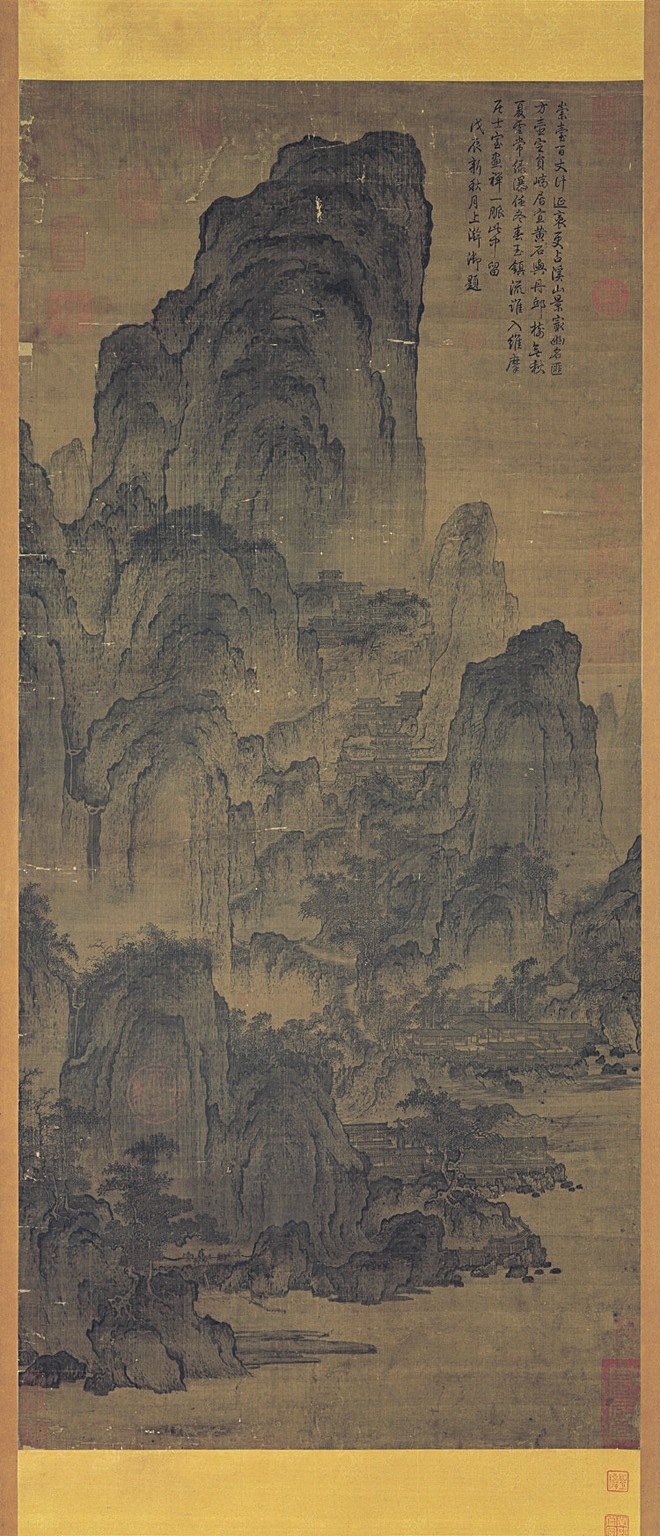
Янь Вэньгуй. Дома возле гор и рек. Гугун, Тайбэй

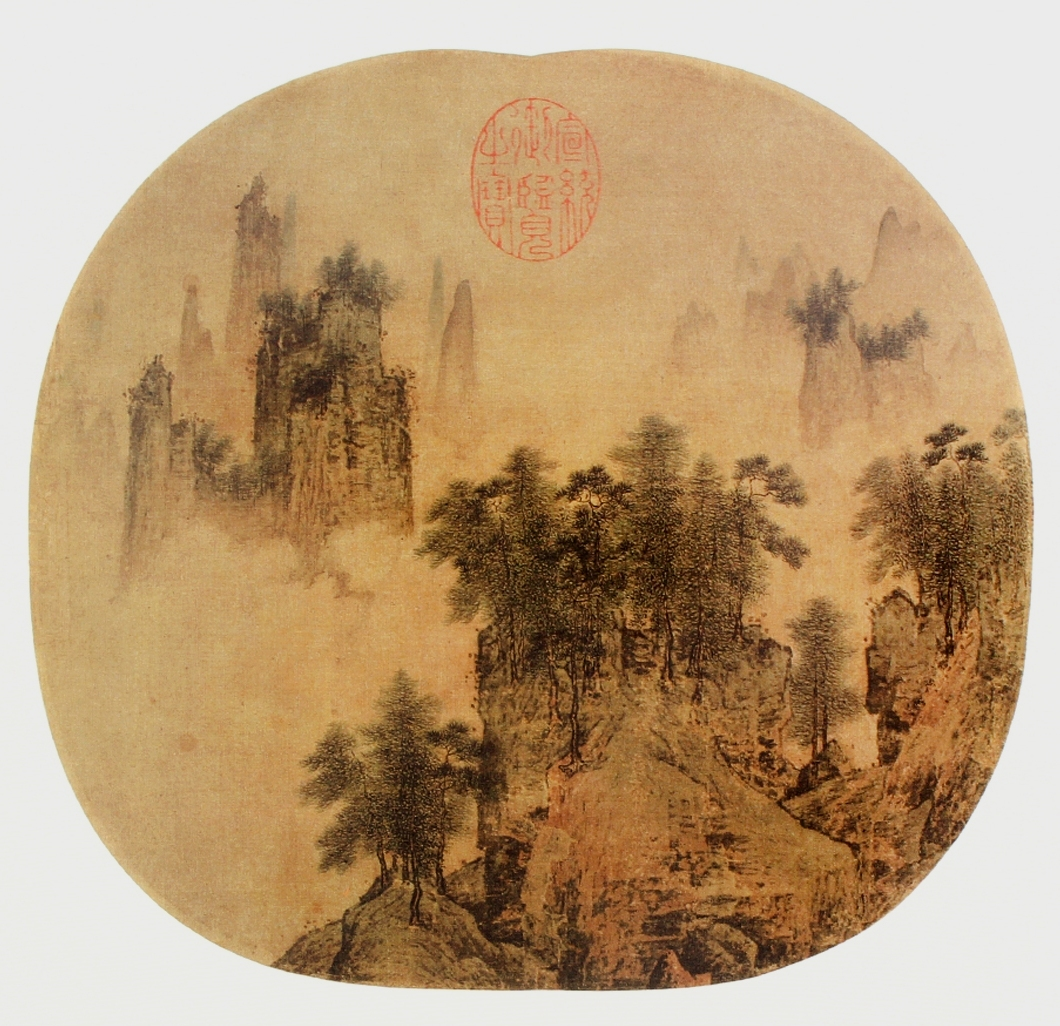
Янь Вэньгуй. Множество деревьев на странных горах. Гугун, Тайбэй.

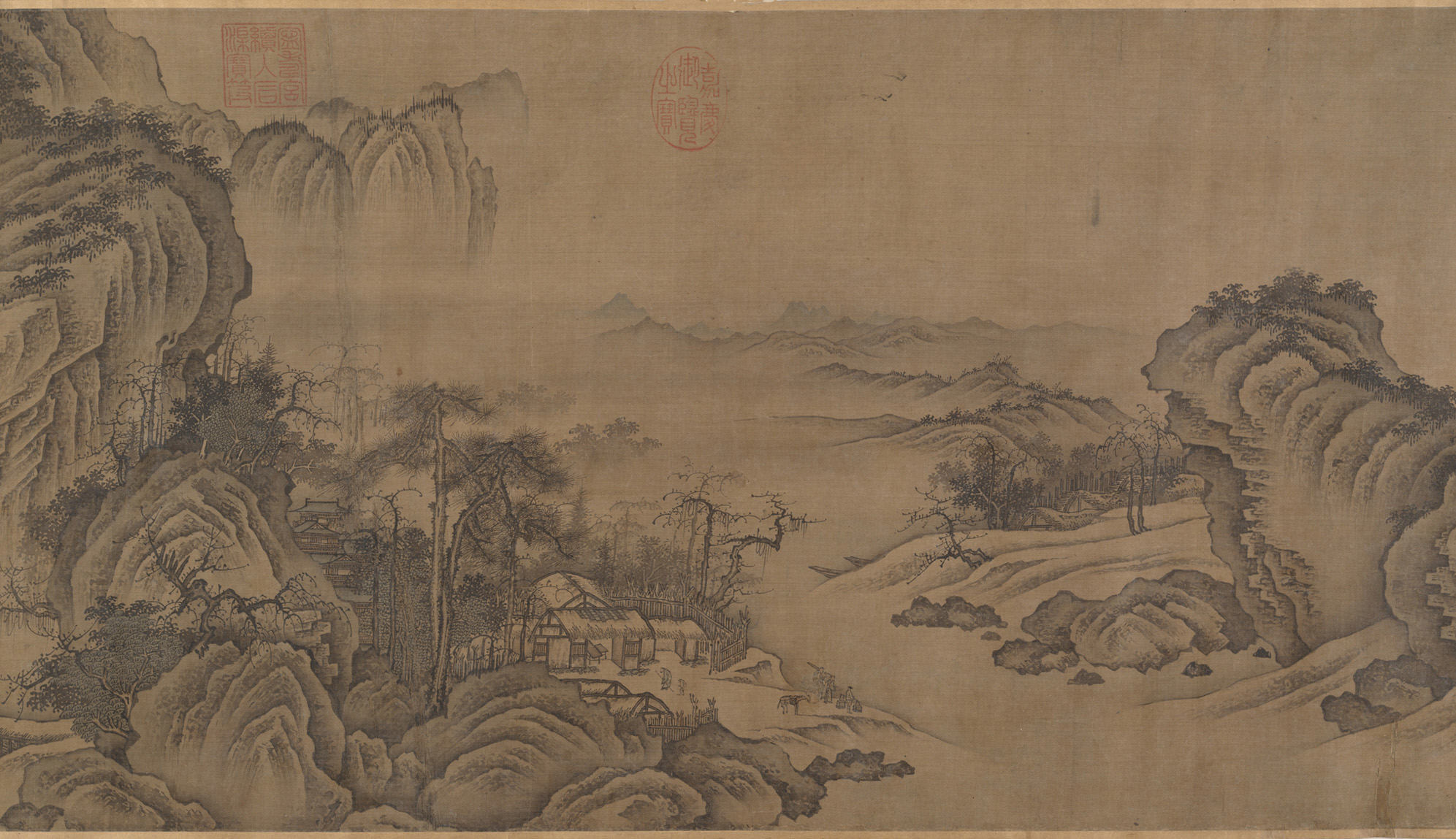
Неизв. художник. Буддийские храмы среди осенних гор. Копия с картины Янь Вэньгуя. Фрагмент свитка. Музей Метрополитен, Нью Йорк

Янь Вэньгуй (кит. 燕文貴; также иногда Янь Гуй кит. 燕貴;  кон. X – нач. XI вв.) — китайский художник.

## Биография
Сведения о художнике немногочисленны и подчас противоречивы. Точная дата его рождения неизвестна (разные авторы строят разные предположения относительно этой даты), однако известно, что он происходил из Усина, пров. Чжэцзян. Все источники сообщают, что первоначально Янь Вэньгуй числился в армии, где занимал интендантскую должность. С приходом к власти императора Тай-цзуна (976—997) он покинул армейскую службу, и перебрался в столицу империи Бяньлян (как полагают, это произошло в конце 970-х годов). Там он стал зарабатывать тем, что торговал своими картинами с пейзажами и жанровыми сценками на улице, ведущей к Тянь Мэнь (Небесному мосту). Предполагают, что его учителем был мало известный художник Хао Хуэй.
Как часто бывает в китайских жизнеописаниях, Вэньгую помог случай: его картины на улице увидел придворный живописец Гао И. Он был действующим членом Академии Ханьлинь, специализировался на росписях храмов божествами, и обратился к императору с просьбой, чтобы тот позволил использовать Янь Вэньгуя в качестве помощника для росписи стены пейзажем. Император дал разрешение, и вскоре художник был зачислен в императорскую Академию. Любопытно, что сам Гао И стал членом Академии Ханьлинь тоже по воле случая: он торговал лекарствами, которые заворачивал в бумагу, собственноручно разрисованную разными божествами и демонами до тех пор, пока эти работы не увидел родственник будущего императора Тай-цзуна, который и порекомендовал его императору. Эти примеры дают представление, какими, порой, довольно неожиданными, путями формировался штат императорской Академии.
В исторических анналах сохранилась запись о том, что в 988 году Янь Вэньгуй расписал веер, который очень понравился императору. Сведения о старинных китайских мастерах обычно расцвечены разными анекдотами и легендами, отличить правду от вымысла в которых очень трудно. В связи с веером и Вэньгуем сохранился анекдот о том, как император наказал Янь Вэньгую написать на веере портрет своего министра с намёком, что это должен быть портрет Гао И. Вэньгуй преподнёс императору белый шёлковый веер, а когда тот перевернул веер другой стороной, он обнаружил там автопортрет самого Янь Вэньгуя. Император был расположен к Вэньгую и не лишён чувства юмора, поэтому шутка ему понравилась.
В старинных китайских источниках есть сообщения, что Янь Вэньгуй принимал участие в росписи храма Сянгуо, а также монастыря Юйцинчжаоин. Китайский историк и критик искусства Го Жосюй (XI в.) в своём труде «Записки о живописи» сообщает, что этот монастырь начали строить в правление под девизом «Дачжун сянфу», то есть в 1008-1016гг, когда страной правил уже третий император сунской династии Чжэнь-цзун (997—1022). Го Жосюй пишет, что в свободное от работы в монастыре время Янь Вэньгуй написал пейзажный свиток, который увидел дунъи Лю Ду. Он и порекомендовал художника на более высокую должность «дайчжао» («ожидающий императорских указаний») в Академии Ханьлинь, а император Чжэнь-цзун сразу утвердил эту рекомендацию. В этой должности Янь продолжал служить в придворной Академии, сблизившись с одним из ведущих художников Гао Кэмином, с которым в дальнейшем его связала тесная дружба.
Точная дата кончины мастера не известна. По мнению одних авторов, он умер в 20х годах XI века, по мнению других, пережил Чжэнь-цзуна (997—1022) и скончался во время правления следующего императора — Жэнь-цзуна (1022—1063), приблизительно в 40-х годах XI века.

## Творчество
Янь Вэньгуй принадлежал к крупнейшим мастерам пейзажа. Вначале его творчество находилось под сильным влиянием одного из основателей сунской пейзажной школы – Ли Чэна. Об этом свидетельствует свиток «Строения среди гор и рек» (Тушь, бумага. Осака, Муниципальный музей), который считают одним из самых ранних произведений художника. На нём можно видеть величественные горы, контрастирующие с водной гладью, разнообразие рельефа почвы, как будто нарочно сконструированное художником, и среди этого великолепия следы человеческого присутствия в виде домов и кораблей. Картина написана тремя разновидностями  мазка кисти, которые использовал в своё время Ли Чэн. Этот свиток считают если не подлинником, то, по крайней мере, копией передающей суть творчества Янь Вэньгуя.

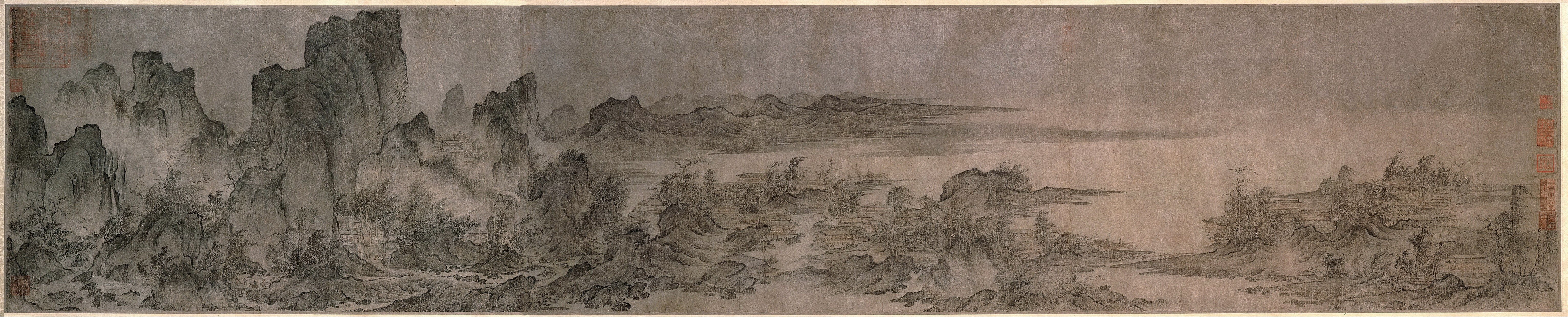
Янь Вэньгуй. Строения среди гор и рек. Тушь, бумага. 161,2 см х 31,9 см; Осака, Городской музей изобразительного искусства.

Другой пример величественного пейзажа – свиток «Дома возле гор и рек» (Гугун, Тайбэй). На нём вновь можно видеть разнообразие природных элементов – горы, несколько разных долин, уходящих вдаль, река, и следы присутствия человека. Именно способность сконструировать разнообразные природные фактуры в единую художественную ткань была особенностью творчества Янь Вэньгуя. Его пейзажи так отличались от других работ, что в кругах Академии стало употребляться выражение «пейзаж в стиле мастера Яня» или просто «пейзаж Яня». «Пейзаж Яня» и «пейзаж Фаня» (т.е. стиль Фань Куаня), были двумя основными направлениями северо-сунской пейзажной школы.
Храмовые росписи, в которых участвовал Янь Вэньгуй, не дошли до наших дней. Однако художник был не только мастером монументального пейзажа, но и прекрасно чувствовал себя в такой прикладной форме живописи, как роспись веера. Сохранились копии, которые с разной степенью достоверности приписывают к сделанным с его оригиналов.
Исследователи китайской живописи отмечают также достижения Янь Вэньгуя в области архитектурного пейзажа (цзехуа). Его считают мастером, утвердившим панорамный вариант «архитектурного пейзажа» и непосредственным предшественником Чжан Цзэдуаня. В своё время Янь Вэньгуй написал один из шедевров архитектурного жанра - свиток «Городской рынок в ночь праздника Седьмого дня», однако это произведение известно только из исторических источников, т.к. не дожило до наших дней.
Творчество Янь Вэньгуя оказало влияние на ряд его учеников и последователей. Среди них был Цюй Дин, который, по замечанию историка искусства Го Жосюя (XIв) «достиг сходства с Янь Гуем». Великолепный пейзаж «Летние горы» из музея Метрополитен, который ранее считали работой Янь Вэньгуя, сегодня атрибутирован его ученику Цюй Дину, поскольку на свитке стоит печать императора Хуэй-цзуна, а в каталоге «Сюаньхэ Хуапу», составленном в его время, есть всего три пейзажа с таким названием и все числятся за Цюй Дином. Тем не менее, эта прекрасная работа даёт представление об уровне и качестве живописи, которые были характерны для Янь Вэньгуя.

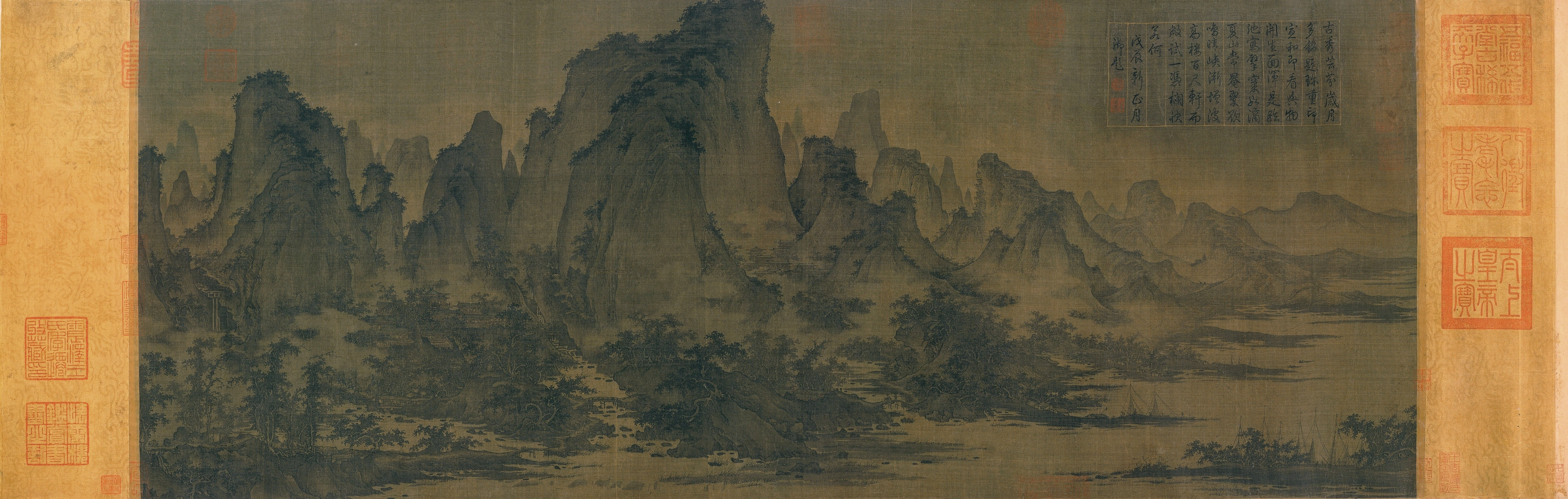
Цюй Дин. Летние горы. Оригинальное произведение XI века. Музей Метрополитен, Нью Йорк. Свиток ранее приписывался Янь Вэньгую. Согласно новой атрибуции это работа его ученика Цюй Дина.

## Список произведений
(по кн. James Cahill «An index of early Chinese painters and paintings: Tang, Sung, and Yüan» University of California Press. 1980, pp 194–196)
- «Дома возле гор и рек». Горы, возвышающиеся над рекой, храмы в долине. Имеет подпись. Великолепная работа. Гугун, Тайбэй.
- Храм посреди осенних гор. Имеет подпись. Надпись юаньского Го Би. Гугун, Тайбэй.
- Трое бессмертных в пещере. Приписывается. Странная картина минского периода. Гугун, Тайбэй.
- Рыбная ловля сетью. Приписывается. Поздняя копия южно-сунского произведения(?). Гугун, Тайбэй.
- Храм среди осенних холмов. Свиток XVII века (?). Гугун, Тайбэй.
- Горы и реки в снегу. Свиток, шёлк,  тушь. Поздняя имитация типа пейзажа, который согласно общему мнению присущ Янь Вэньгую.  Гугун, Тайбэй.
- Множество деревьев на странных горах. Роспись веера. Приписывается. Стиль Ли Тана. Гугун, Тайбэй.
- Путешествующие по зимней реке. Роспись веера. Приписывается. Поздняя сунская или юаньская работа. Гугун, Тайбэй.
- Путешественники в осенних горах. Свиток. Имеет подпись. Минская работа. Частное собрание, Тайбэй.
- Извилистая река, текущая среди гор. Длинный свиток. Приписывается. Цзиньская или юаньская работа, выполненная  в северо-сунской традиции. Колофоны Ни Цзаня, Лу Гуана и многих других. Ранее хранился в частной коллекции маньчжурского правящего дома.
- «Строения среди гор и рек». Речной пейзаж с высокими горами и храмами. Свиток, тушь, бумага. Подписан. Начало XII века(?). Выполнен в традиции Янь Вэньгуя. Осака, Муниципальный музей.
- Два пейзажа. Приписываются. Юаньская работа(?), Национальный музей, Токио
- Просветление на реке после снегопада. Свободная версия старой композиции Ван Вэя. Подписана именем автора. Колофоны Лу Гуана, Сун Кэ, и Шэнь Чжоу. Печати Сян Юаньбяня. Колл. Фудзи Юринкан, Киото.
- Ветер на реке. Горы у реки с храмами и людскими фигурами. Свиток на тёмном шёлке. Приписывается. Поздняя работа. Колл. Чэн Ци, Токио.
- Зимний пейзаж. Свиток на шёлке. Подписан. Вероятно, создан по мотивам «Просветление после снегопада» Ван Вэя. Копия. Галерея Фрир, Вашингтон.
- Летние горы. Приписывается. Печати Лян Цинбяо, императора Цяньлуна и других. Прекрасно выполненная работа. Музей Метрополитен (ныне приписывается Цюй Дину, однако Кэхилл не согласен с этой атрибуцией).
- Ветер на реке. Свиток на бумаге. Приписывается. Печати Лян Цинбяо, императора Цяньлуна и других. Поздняя работа. Композиция та же, что и в свитке из частной коллекции Чэн Ци, Токио. Собрание Джанканк, Чикаго.
- Каменистый берег с соснами под дождём. Роспись веера. Приписывается. Хорошая южно-сунская работа. Коллекция Кроуфорда.
- Несколько альбомных листов, ошибочно приписанных Янь Вэньгую из Музея Метрополитен, Нью Йорк.